# Buena Vista, Eloxochitlán
Buena Vista är en ort i Mexiko.   Den ligger i kommunen Eloxochitlán och delstaten Puebla, i den sydöstra delen av landet, 250 km öster om huvudstaden Mexico City. Buena Vista ligger 793 meter över havet och antalet invånare är 150.
Terrängen runt Buena Vista är bergig åt nordväst, men åt sydost är den kuperad. Terrängen runt Buena Vista sluttar österut. Runt Buena Vista är det ganska tätbefolkat, med 100 invånare per kvadratkilometer. Närmaste större samhälle är Zongolica, 18,9 km nordväst om Buena Vista. I omgivningarna runt Buena Vista växer huvudsakligen savannskog.